# Nikodemus
Nikodemus (Nicodemus) är ett mansnamn, nära släkt med mansnamnet Nikolaus, sammansatt av de grekiska orden för seger och folk. Tidigare namnsdag i den svenska namnlängden var 1 juni, men namnet utgick på grund av för få namnbärare 1993.

## Personer med namnet Nikodemus
- Nikodemus (farisén i Nya Testamentet som hjälpte till att begrava Jesus)
- Nicodemus Tessin d.ä.
- Nicodemus Tessin d.y.